# Tetraena pterocaulis
Tetraena pterocaulis är en pockenholtsväxtart som först beskrevs av Van Zyl, och fick sitt nu gällande namn av Beier & Thulin. Tetraena pterocaulis ingår i släktet Tetraena och familjen pockenholtsväxter. Inga underarter finns listade i Catalogue of Life.